# Kiawah Island
Kiawah Island è un comune degli Stati Uniti d'America, situato in Carolina del Sud, nella Contea di Charleston.